# A színfalak mögött (televíziós sorozat, 2006)
A színfalak mögött egy amerikai vígjáték-dráma sorozat amit Aaron Sorkin alkotott. A sorozat egy kitalált szkeccs műsor életébe enged bepillantást (neve: 60-as stúdió a Sunset Strip-ről), ami a szintén kitalált National Broadcasting System nevű csatornán fut, ami nagyon hasonlít az NBC Saturday Night Live című szkeccs műsorához. A kitalált show-műsort a vezető író és producer Matt Albie (Matthew Perry) és executive producer Danny Tripp (Bradley Whitford) vezeti. 2006 és 2007 között sugározta az NBC, Magyarországon 2007. május 4-étől került az HBO műsorára.

## Szereplők

### Főszereplők
- Danny Tripp (Bradley Whitford) korábbi producere a Studio 60-nek, akit megkérnek, hogy térjen vissza, mint executive producer, Wes Mendell kirúgása után. Matt Albie közeli barátja elég rég óta. Gyógyuló drogfüggő.
- Matt Albie (Matthew Perry) korábbi írója a Studio 60-nek, aki jóbarátjával Danny Tripp-el együtt veszik át a show irányítását, így lesz ő a vezető író. Harriet-el se veled-se nélküled kapcsolata van.
- Jordan McDeere (Amanda Peet) a frissen kinevezett Szórakoztató Programok Igazgatója a National Broadcasting System-nél, ami a Studio 60 sugárzója, és a show a csatorna leghíresebb műsora.
- Harriet Hayes (Sarah Paulson) a "rendkívül szexi" és "utolérhetetlenül tehetséges"[2] szereplője a show-műsornak, hívő keresztény a Studio 60 "Nagy Hármasának" egyik tagja, a show főszereplője. Matt se veled-se nélküled barátnője, aki ugyanakkor Matt régi barátjával, mostani riválisával Luke Scott-al randizik. Harriet szerepe részben Aaron Sorkin korábbi barátnőjén, Kristin Chenoweth-en alapszik, akivel Az elnök emberei forgatása alatt járt.
- Tom Jeter (Nate Corddry) a show "Nagy Hármasának" másik tagja. Közép-Nyugatról származik, az öccse katonaként szolgál az Amerikai Légierőnél Afganisztánban.A sorozat folyamán randizik az egyik íróval, Lucy-val.
- Simon Stiles (D. L. Hughley) a "Nagy Hármas" harmadik tagja, aki a Yale dráma szakán végzett, és eredetileg komoly szerepeket akart eljátszani a komikus karakterek helyett.
- Jack Rudolph (Steven Weber) a kitalált National Broadcasting System elnöke. A sorozat folyamán különköltözik feleségétől.
- Cal Shanley (Timothy Busfield) a show adásrendezője (bár a magyar szinkronban egyszer hibásan igazgatónak fordították a director-t), két gyereke van és rajong a háborús dolgokért. Busfield a Sports Night-hoz hasonlóan rendezett pár részt.

### Mellékszereplők
- Jeannie Whatley (Ayda Field) a show társulatának tagja. Matt-el és Harriet-el is baráti kapcsolatban van, és ő a stáb pletykafészke.
- Alex Dwyer (Simon Helberg) a show társulatának tagja, kicsit olyan, mint Harriet Hayes férfi változata, mint a legtehetségesebb férfi komikus a showban. Van egy visszatérő száma, a Nicolas Cage Show, ahol a címszereplőt figurázza ki, de ugyanígy tudja utánozni Ben Stiller-t és Tom Cruise-t is.
- Dylan Killington (Nate Torrence) a társulat újonc tagja.
- Samantha Li (Camille Chen) a show társulatának tagja.
- Ricky Tahoe (Evan Handler) korábbi co-executive producer és az írók szobájának vezetője. "Az opciós jog" című részben elhagyja a Studio 60-t, hogy a Fox kérésére pilot-ot gyártson egy régebbi Studio 60 szkeccsből, a "Perifériás látású ember" címűből.
- Ron Oswald (Carlos Jacott) korábbi co-executive producer és az írók szobájának vezetője. "Az opciós jog" című részben elhagyja a Studio 60-t, hogy a Fox kérésére pilot-ot gyártson egy régebbi Studio 60 szkeccsből, a "Perifériás látású ember" címűből.
- Wilson White (Edward Asner) a TMG (Tunney Media Group) főnöke, ami az NBS hálózat tulajdonosa.
- Lucy Kenwright (Lucy Davis) egy fiatal írója a show-nak, az egyetlen aki Ricky és Ron távozása után itt marad. Lucy és Darius az első szkeccs-üket a "B-12" című részben mutatták volna be, ami egy ostoba túszejtőről szól, de az adás előtt egy túszejtő kivégez egy családot így nem adják le a műsort. A sorozat alatt Lucy elkezd tom Jeter-el járni.
- Darius Hawthorne (Columbus Short) Matt segéd írója. Matt és Simon veszi fel Darius-t, miután megnézték egy stand-up comedy után a "The Wrap Party" részben.
- Andy Mackinaw (Mark McKinney) a "B-12" című részben szerepelt először, miután Ron és Ricky elhagyták a műsort és Matt-nek írói segítségre volt szüksége. Andy korábban már dolgozott a Studio 60-ban még mikor Matt és Danny is először dolgoztak itt. Azóta Andy felesége és lánya meghalt egy autóbalesetben.
- Martha O'Dell (Christine Lahti) Pulitzer-díjas író, aki a Vanity Fair-nek dolgozik egy cikken a show új vezetéséről, de végül mindent kiderít a show szereplőinek magánéletéről. Martha szerepe Maureen Dowd-on alapszik, akivel Aaron Sorkin járt.[3]
- Suzanne (Merritt Wever) korábbi asszisztens, később Matt mellé kerül a "B-12" című részben. Ő jön rá először, hogy Matt drogokat használ a "Breaking News" c. részben.
- Hallie Galloway (Stephanie Childers) az Alternatív Programok (reality tv) vezetője a csatornánál. Jordan-nel különösen rossz viszonyt alakít ki. Először a "Monday" c. részben szerepel, Jordan végig attól tart, hogy lecserélésére hozták ide, miután olyan nehezen indult be a munkája a csatornánál.
- Mary Tate (Kari Matchett) egy ügyvédet játszik a sorozatban a Gage, Whitney & Pace-től, akit az NBS vesz fel egy jogi ügyük rendezésére. Matt-el közelebbi viszonyba is kerül.
- Shelly Green (Wendy Phillips) az NBS sajtófelelőse.

#### Vendégszereplők
- Judd Hirsch, mint Wes Mendell, a Studio 60 kitalálója, akit Jack Rudolph rúgott ki miután élő adásban "Paddy Chayefsky-féle" Hálózat-ba illő módon kitálalt.
- Fred Stoller, mint Lenny Gold komikus a "Nyugati Parti Adás-ból"
- Kim Tao (Julia Ling) öt részben vendégszerepel (Nevada Day Part 1, Nevada Day Part 2, Monday, Harriet Dinner Part 1, Harriet Dinner Part 2), mint a brácsázni tanuló öt nyelvet beszélő kínai lány. Ő a hivatalos fordítója apjának a Makaói üzlettel kapcsolatban.
- Eli Wallach a "The Wrap Party" epizódban szerepel, mint egy öreg, zavart emberakit a múltja érdekel. Wallach-ot Emmy-díjra jelölték a szerepért.
- John Goodman, mint egy bíró a Nevadai Pahrump várós bírója, Robert "Bobby" Bebe a "Nevada Day Part 1" és "Nevada Day Part 2." részben. Goodman-t Emmy-díjra jelölték a szerepért.
- Kevin Eubanks, mint önmaga a "The Christmas Show"-ban.
- Lauren Graham, mint önmaga a "The Long Lead Story" és a "The Wrap Party"-ban

## Fő stábtagok
- Chris Misiano
- Timothy Busfield
- Thomas Schlamme (4 rész, 2006-2007)
- John Fortenberry (2 rész, 2006-2007)
- Aaron Sorkin (Vezető író)
- Cinque Henderson (15 rész, 2006-2007)
- Melissa Myers (15 rész, 2006-2007)
- Amy Turner (15 rész, 2006-2007)
- Christina Booth (14 rész, 2006-2007)
- Jessica Brickman (12 rész, 2006-2007)
- David Handelman (12 rész, 2006-2007)
- Mark Goffman (4 rész, 2006-2007)
- Dana Calvo (3 rész, 2006-2007)
- Mark McKinney
- Eli Attie

### Törlés
Többféle pletykák keringtek a sorozat törléséről, de a sorozat weboldala 2008. október 30-án szűnt meg.

## Epizódok
| #   | Cím                                                      | Rendező                                 | Író                                                                            | Premier                               |
| --- | -------------------------------------------------------- | --------------------------------------- | ------------------------------------------------------------------------------ | ------------------------------------- |
| 1.  | Az első nap (Pilot)                                      | Thomas Schlamme                         | Aaron Sorkin                                                                   | 2006. szeptember 18. 2007. május 4.   |
| 2.  | A nyitó szám (The Cold Open)                             | Thomas Schlamme                         | Aaron Sorkin                                                                   | 2006. szeptember 25. 2007. május 11.  |
| 3.  | A fókuszcsoport (The Focus Group)                        | Christopher Mislano                     | Aaron Sorkin                                                                   | 2006. október 2. 2007. május 18.      |
| 4.  | A nyugati parti adás (The West Coast Delay)              | Timothy Busfield                        | Mark Goffman és Aaron Sorkin                                                   | 2006. október 9. 2007. május 25.      |
| 5.  | A hosszú cikk (The Long Lead Story)                      | David Petrarca                          | forgatókönyv: Aaron Sorkin történet: Dana Calvo                                | 2006. október 16. 2007. június 1.     |
| 6.  | A záróbuli (The Wrap Party)                              | David Semel                             | forgatókönyv: Aaron Sorkin történet: Melissa Myers és Amy Turner               | 2006. október 23. 2007. június 8.     |
| 7.  | Nevada-nap, 1. rész (Nevada Day - Part I)                | Lesli Linka Glatter és Timothy Busfield | forgatókönyv: Aaron Sorkin történet: Mark McKinney                             | 2006. november 6. 2007. június 15.    |
| 8.  | Nevada-nap, 2. rész (Nevada Day - Part II)               | Timothy Busfield                        | forgatókönyv: Aaron Sorkin történet: David Handleman és Cinque Henderson       | 2006. november 13. 2007. június 22.   |
| 9.  | Az opciós jog (The Option Period)                        | John Fortenberry                        | forgatókönyv: Aaron Sorkin történet: Christina Klang Booth és Mark Goffman     | 2006. november 20. 2007. június 29.   |
| 10. | B-12 (B-12)                                              | Bryan Gordon                            | Eli Attie és Aaron Sorkin                                                      | 2006. november 27. 2007. július 6.    |
| 11. | A karácsonyi adás (The Christmas Show)                   | Dan Attlas                              | forgatókönyv: Aaron Sorkin történet: Christina Klang Booth és Cinque Henderson | 2006. december 4. 2007. július 13.    |
| 12. | Hétfő (Monday)                                           | Lawrenve Trilling                       | forgatókönyv: Aaron Sorkin történet: Danna Calvo és David Handelman            | 2007. január 22. 2007. július 20.     |
| 13. | Harriet vacsorája 1. rész (The Harriet Dinner - Part I)  | Timothy Busfield                        | forgatókönyv: Aaron Sorkin történet: Eli Attie                                 | 2007. január 29. 2007. július 27.     |
| 14. | Harriet vacsorája 2. rész (The Harriet Dinner - Part II) | John Fortenberry                        | forgatókönyv: Aaron Sorkin történet: Mark Goffman és Dana Calvo                | 2007. február 5. 2007. augusztus 3.   |
| 15. | A péntek esti mészárlás (The Friday Night Slaughter)     | Thomas Schlamme                         | forgatókönyv: Aaron Sorkin történet: Melissa Myers és Amy Turner               | 2007. február 12. 2007. augusztus 10. |
| 16. | Csoda hajnali négykor (4AM Miracle)                      | Laura Innes                             | forgatókönyv: Aaron Sorkin történet: Mark McKinney                             | 2007. február 19. 2007. augusztus 17. |
| 17. | Katasztrófashow (The Disaster Show)                      | Thomas Schlamme                         | forgatókönyv: Aaron Sorkin történet: Chad Gomez Creasey és Dara Resnik Creasey | 2007. május 24. 2007. augusztus 24.   |
| 18. | Rendkívüli hírek (Breaking News)                         | Andrew Bernstein                        | Aaron Sorkin                                                                   | 2007. május 31. 2007. augusztus 31.   |
| 19. | Túszejtés és váltság 1. rész (K&R - Part I)              | Timothy Busfield                        | forgatókönyv: Aaron Sorkin történet: Mark Goffmaan                             | 2007. június 7. 2007. szeptember 7.   |
| 20. | Túszejtés és váltság 2. rész (K&R - Part II)             | Dave Chameides                          | forgatókönyv: Aaron Sorkin történet: Jack Gutowitz és Ian Reichbach            | 2007. június 14. 2007. szeptember 14. |
| 21. | Túszejtés és váltság 3. rész (K&R - Part III)            | Timothy Busfield                        | Aaron Sorkin és Mark McKinney                                                  | 2007. június 21. 2007. szeptember 21. |
| 22. | Micsoda nap! (What Kind of Day Has It Been)              | Bradley Withford                        | Aaron Sorkin                                                                   | 2007. június 28. 2007. szeptember 28. |

## Amerikai nézettség

### Nézettség
| #  | Epizód                         | Magyar cím                   | Eredeti adásidő      | Nézettség | Megoszlás | 18–49 | Nézők | Sorrend |
| -- | ------------------------------ | ---------------------------- | -------------------- | --------- | --------- | ----- | ----- | ------- |
| 1  | "Pilot"                        | Az első nap                  | 2006. szeptember 18. | 8.6       | 14        | 5.0   | 13.14 | # 22    |
| 2  | "The Cold Open"                | A nyitó szám                 | 2006. szeptember 25. | 7.5       | 12        | 4.4   | 10.82 | # 33    |
| 3  | "The Focus Group"              | A fókuszcsoport              | 2006. október 2.     | 6.0       | 10        | 3.5   | 8.85  | # 47    |
| 4  | "The West Coast Delay"         | A nyugati parti adás         | 2006. október 9.     | 5.8       | 9         | 3.8   | 8.66  | # 51    |
| 5  | "The Long Lead Story"          | A hosszú cikk                | 2006. október 16.    | 5.3       | 8         | 3.1   | 7.74  | # 55    |
| 6  | "The Wrap Party"               | A záróbuli                   | 2006. október 23.    | 5.1       | 8         | 3.2   | 7.72  | # 60    |
| 7  | "Nevada Day (1)"               | Nevada-nap, 1. rész          | 2006. november 6.    | 4.8       | 8         | 3.3   | 7.67  | # 56    |
| 8  | "Nevada Day (2)"               | Nevada-nap 2. rész           | 2006. november 13.   | 5.0       | 8         | 3.2   | 7.58  | # 58    |
| 9  | "The Option Period"            | Az opciós jog                | 2006. november 20.   | 4.7       | 8         | 3.1   | 7.17  | # 60    |
| 10 | "B-12"                         | B-12                         | 2006. november 27.   | 4.8       | 8         | 3.3   | 7.27  | # 60    |
| 11 | "The Christmas Show"           | A karácsonyi adás            | 2006. december 4.    | 4.9       | 8         | 3.0   | 7.33  | # 52    |
| 12 | "Monday"                       | Hétfő                        | 2007. január 22.     | 5.3       | 8         | 3.2   | 7.25  | # 48    |
| 13 | "The Harriet Dinner – Part I"  | Harriet vacsorája 1. rész    | 2007. január 29.     | 4.8       | 7         | 3.0   | 6.86  | # 53    |
| 14 | "The Harriet Dinner – Part II" | Harriet vacsorája 2. rész    | 2007. február 5.     | 4.6       | 7         | 3.2   | 7.00  | # 59    |
| 15 | "The Friday Night Slaughter"   | A péntek esti mészárlás      | 2007. február 12.    | 4.3       | 7         | 2.8   | 6.39  | # 68    |
| 16 | "4AM Miracle"                  | Csoda hajnali négykor        | 2007. február 19.    | 4.1       | 7         | 2.6   | 6.10  | # 63    |
| 17 | "The Disaster Show"            | Katasztrófashow              | 2007. május 24.      | 2.7       | 5         | 1.7   | 3.90  | # 76    |
| 18 | "Breaking News"                | Rendkívüli hírek             | 2007. május 31.      | 2.9       | 5         | 1.6   | 4.08  | n/a     |
| 19 | "K&R"                          | Túszejtés és váltság 1. rész | 2007. június 7.      | 3.1       | 5         | 1.7   | 4.35  | # 66    |
| 20 | "K&R - Part II"                | Túszejtés és váltság 2. rész | 2007. június 14.     | 3.0       | 6         | 1.7   | 4.25  | n/a     |
| 21 | "K&R - Part III"               | Túszejtés és váltság 3. rész | 2007. június 21.     | 3.0       | 5         | 1.8   | 4.42  | # 53    |
| 22 | "What Kind of Day Has It Been" | Micsoda nap!                 | 2007. június 28.     | 2.7       | 5         | 2.0   | 4.20  | n/a     |

### Évad nézettsége
A színfalak mögött nézettsége:
| Évad                                    | Sorozat premier      | Sorozat finálé   | TV évad   | sorrend | Nézők (millió) | 18-49 Rating/Share (rank) |
| --------------------------------------- | -------------------- | ---------------- | --------- | ------- | -------------- | ------------------------- |
| A színfalak mögött epizódjainak listája | 2006. szeptember 18. | 2007. június 28. | 2006-2007 | #61     | 8.5            | 3.6/9 (#41)               |

## Díjak

### Díjak
2006
- Broadcasting and Cable pool – Legjobb új sorozat.

2007
- Banff World Television Festival – Continuing Series – for the episode "Pilot."
- Emmy-díj – Legjobb férfi vendégszereplő – John Goodman

### Jelölések
2006
- Satellite Awards – Legjobb férfi főszereplő dráma-sorozatban – Matthew Perry
- Satellite Awards – Legjobb férfi főszereplő dráma-sorozatban – Bradley Whitford
- Satellite Awards – Legjobb női főszereplő dráma-sorozatban – Amanda Peet
- Satellite Awards – Legjobb női főszereplő dráma-sorozatban – Sarah Paulson

2007
- Emmy-díj – Outstanding Directorial Achievement in Dramatic Series: for the episode “Pilot”, directed by Thomas Schlamme;
- Emmy-díj – Outstanding Cinematography For A Single-Camera Series: for the episode “Pilot”
- Emmy-díj – Outstanding Casting in Dramatic Series;
- Emmy-díj – Outstanding Guest Actor in Dramatic Series – Eli Wallach;
- Writers Guild of America Díj – Best Overall New Program
- Writers Guild of America Díj – Episodic Drama – for the episode “Pilot”, written by Aaron Sorkin
- Directors Guild of America Awards – Outstanding Directorial Achievement in Dramatic Series, Night: for the episode “Pilot”, directed by Thomas Schlamme
- Golden Globe-díj – Best Performance by an Actress in a Supporting Role in a Series, Mini-Series or Motion Picture Made for Television – Sarah Paulson
- Art Directors Guild – Excellence in production design single camera television series – for the episode “Pilot”, Production Design by Carlos Barbosa
- American Society of Cinematographers – episodic television – Thomas Del Ruth
- ICG Publicists Awards – Outstanding Television Series

## DVD kiadás
2007. június 27-én, az utolsó rész leadása előtt egy nappal jelentették be, hogy október 16-án kiadja a Warner Home Video kiadja a sorozat DVD-jét. Magyarországon a Fórum Home Entertainment gondozásában jelent meg 2008. január 18-án hat lemezen magyar szinkronnal.

## Lásd még
- Esti meccsek
- Az elnök emberei